# Constantin Mirea
Constantin Mirea (n. 20 aprilie 1923, Arțari jud. Ialomița – d. 4 septembrie 1982, București) a fost un dirijor și violonist virtuoz român, de etnie romă. 
S-a afirmat ca un cunoscător rafinat și virtuoz al viorii în cadrul Orchestrei de muzică populară Radio, însușindu-si stilurile interpretative din majoritatea zonelor folclorice ale țării.

## Biografie
S-a născut la data de 20 aprilie 1923 în localitatea Arțari, județul Ialomița, într-o familie de muzicanți cu veche tradiție. Bunicul său Ion Dinu, iar mai apoi tatăl său Simion Dinu Mirea au fost violoniști cunoscuți în această parte a Munteniei.
După ce se mută în București începe să studieze vioara cu reputatul profesor Vasile Filip, avându-l coleg pe Ion Voicu.
La vârsta de 13 ani cânta alături de tatăl său la diferite ocazii festive (nunți, botezuri, serbări etc.) și la un restaurant din cartierul Colentina. A continuat să studieze vioara în particular, aprofundându-și studiile de armonie, contrapunct și orchestrație.
În 1950, la un an după înființarea Orchestrei populare a Comitetului Radio, intră colaborator prin concurs, iar în 1951 este angajat permanent, devenind în scurt timp concert-maestru. 
Aici colaborează intens cu primii dirijori au orchstrei, Ion Luca Bănățeanu, Nicu Stănescu, Victor Predescu (alături de care cânta la două viori) și Ionel Budișteanu, sub bagheta căruia realizează primele înregistrări în anul 1954. Continuă să colaboreze și cu ceilalți dirijori, Radu Voinescu, Ionel Banu și George Vancu, alături de care își continuă activitatea și înregistrările.
Din 1956 devine colaborator permanent al Televiziunii Române, unde la acea vreme toate emisiunile se realizau în direct. În același timp este solicitat să cânte în diverse restaurante împreună cu orchestra sa.
În 1955 participă împreună cu țambalistul Nicolae Vișan la Festivalul de la Moscova. 
În 1957 efectuează un mic turneu în Franța în calitate de solist, iar în 1963 participă la schimburile muzicale dintre restaurantul „București” din Berlinul de Est și restaurantul „Berlin” din București.
Începând cu anul 1975 face parte din Orchestra „Virtuozii României” condusă de Florian Economu, alături de nume remarcabile precum Alexandru Țitruș, Toni Iordache, Dumitru Fărcaș, Marin Cioacă, Florea Pascu și alții. 
În 1976 este invitat să cânte la restaurantul „București” din Budapesta, unde se bucură de prietenia și admirația violoniștilor maghiari Sandor Lakatos și Boroș. În același an începe să cânte la restaurantul „Hora” din București, situat în apropierea Circului de Stat, alături de violonistul Tudor Pană, acordeonistul Nicolae Florian, țambalistul Toni Iordache și frații Costel și Vasile Stanciu.
În 1980 este invitat să concerteze în Israel alături de Ion Onoriu și Gabi Luncă, de care-l leagă o mai veche colaborare. Tot în Israel le-a acompaniat pe solistele Ștefania Rareș și Elena Pascu.
A acompaniat în numeroase spectacole, înregistrări, emisiuni Radio și TV, cântăreți celebri precum Maria Tănase, Maria Lătărețu, Ileana Sărăroiu, Maria Văduva, Stelian Apostol și alții. În calitate de dirijor îl regăsim în numeroase înregistrări Electrecord acompaniindu-i pe Marcel Budală, Fărâmiță Lambru, Gabi Luncă sau Ion Onoriu.

## Decesul
Moare la data de 4 septembrie 1982, în București.

## Discografie
Înregistrările lui Constantin Mirea au fost realizate la Societatea Română de Radiodifuziune. Câteva din înregistrările efectuate au fost editate pe două discuri de ebonită și pe un CD Electrecord. Alte două înregistrări au fost editate pe un CD colectiv la Editura Casa Radio.

### DiscuriElectrecord
| An   | Număr de catalog                       | Format                 | Piese | Orchestră |
| ---- | -------------------------------------- | ---------------------- | --- | --- |
| 1955 | EPA 1968                               | ebonită, single, 25 cm | Horă | O.M.P.R., dirijor Ionel Budișteanu |
| 1955 | EPA 1972                               | ebonită, single, 25 cm | Breaza din Vălenii de Munte | O.M.P.R., dirijor Ionel Budișteanu |
| 2012 | EDC 1059 Comori ale muzicii lăutărești | compact disc           | 1. Ileana, neichii Ileană 2. Sârbă 3. Cântec de ascultare 4. Breaza din Vălenii de Munte 5. Ce-ai în poală Marioară 6. Horă de concert (George Boulanger) 7. Sârba lui Pompieru (Costică Pompieru) 8. Hora Furtuna 9. Sârba de ascultare 10. Hora staccato (Grigoraș Dinicu) 11. Sârba lui Titi Niculescu 12. Hora mărțișorului (Grigoraș Dinicu) 13. Horă de concert 14. Sârba lui Petrică Moțoi 15. Trecui printre zorele 16. Horă (Titi Niculescu) (piesă de concert) 17. Hora Șapte scări 18. Sârba lui Matei 19. Horă 20. Horă de concert (Nicu Stănescu) 21. Hora lui Buică (Nicolae Buică) 22. Și-am iubit și-am să iubesc 23. Sârba din Vlașca 24. Pădure, dragă pădure 25. Hora de la Arțari 26. Bătrâneasca 27. Ciocârlia (Angheluș Dinicu) | Orchestra de muzică populară Radio Dirijori: Victor Predescu (1,5,6,9,14,25), George Vancu (7,8,11,12,17,20,27), Radu Voinescu (2,3,10,13,18,21,23,26), Constantin Mirea (15,16,24), Ionel Banu (22), Ionel Budișteanu (4,19) |

### Editura Casa Radio
| An   | Număr de catalog                                                    | Format       | Piese                         | Orchestră                       |
| ---- | ------------------------------------------------------------------- | ------------ | ----------------------------- | ------------------------------- |
| 2006 | ADD 171 Orchestra de muzică populară Radio. Instrumentiști Virtuozi | compact disc | 2. Sârba din Vlașca 31. Sârbă | O.M.P.R., dirijor Radu Voinescu |